# Gyrostoma monodi
Gyrostoma monodi is een zeeanemonensoort uit de familie Actiniidae. De anemoon komt uit het geslacht Gyrostoma. Gyrostoma monodi werd in 1927 voor het eerst wetenschappelijk beschreven door Carlgren. 